# Крепости и замъци в Киликийска Армения
Господството над Киликийска Армения е зависело до голяма степен от контрола на редица замъци и крепости и други фортификационни съоръжения в Българската планина, Антитавър и в отсрещния откъм Сирия - Нурски хребет, които отрязват свободния достъп откъм суша към Чукурова.
Това обикновено са стари римски или византийски укрепления, но има и древни като хетския Аназарб, антична Цезарея, разрушена от земетресение и построена наново от Юстиниан I през 6 век и наречена в негова чест Юстинианополис.